# 880 Herba
880 Herba este un asteroid din centura principală, descoperit pe 22 iulie 1917, de Max Wolf.